# Флеволанд
Флеволанд (на нидерландски: Flevoland, Flevoland) е провинция, разположена в централната част на Нидерландия. Провинцията е създадена на 1 януари 1986 след като 70 години нидерландците се борят да превърнат малкото море Зюдерзе в сухоземна площ, която да бъде заселена. На запад граничи с езерата Маркемеер и Ейселмеер, на юг с Утрехт и Северна Холандия, на югоизток с Гелдерланд, а на север с Фризия, а на североизток с Оверейсел. Столица на провинцията е град Лелистад.
Флеволанд е единадесетата по големина нидерландска провинция с обща площ от 1412 km². Населението на провинцията е 428 264 души (по приблизителна оценка от януари 2021 г.). Гъстотата е 303,4 души на km².
В провинция Флеволанд има едва 6 общини от които най-населените са Алмере, Лелистад и Нордостполдер. Трите най-големи града в Оверейсел са Алмере, Лелистад и Дронте.